# Jim Courier
James Spencer "Jim" Courier, Jr. (født 17. august 1970 i Sanford, Florida, USA) er en tidligere amerikansk tennisspiller, der var professionel fra 1988 til år 2000. Han vandt igennem sin karriere 23 single- og 6 doubletitler, og hans højeste placering på ATP's verdensrangliste er en 1. plads, som han første gang opnåede i februar 1992.

## Grand Slam
Courier vandt igennem sin karriere 4 Grand Slam titler, og tabte finalen i yderligere 3. De fire sejre fordeler sig således:
- Australian Open:
  - 1992 og 1993

- French Open:
  - 1991 og 1992